# Hrtica
Hërticë en albanais et Hrtica en serbe latin (en serbe cyrillique : Хртица) est une localité du Kosovo située dans la commune/municipalité de Podujevë/Podujevo, district de Pristina (Kosovo) ou district de Kosovo (Serbie). Selon le recensement kosovar de 2011, elle compte 741 habitants, dont 738 Albanais.

## Histoire
Dans le village se trouve une tour proposée pour une inscription sur la liste des monuments culturels du Kosovo.

## Démographie

### Évolution historique de la population dans la localité
| 1948  | 1953  | 1961  | 1971  | 1981 | 1991 | 2011 |
| ----- | ----- | ----- | ----- | ---- | ---- | ---- |
| 1 089 | 1 186 | 1 283 | 1 225 | 999  | 955  | 741  |

|  |